# تفجير مسجد ابو حاتم الملزوزي 2013
في يوم الإربعاء الموافق 02-01-2013م تم تفجير مسجد الإمام ابو حاتم الملزوزي في جبل نفوسة على يد جماعة سلفية وهابية متطرفة.
يعد مسجد ابو حاتم الملزوزي، الواقع في منطقة أنزو بمدينة ككلة الليبية، أحد المعالم الدينية والتاريخية البارزة التي تعكس عمق التراث الإباضي في منطقة جبل نفوسة. هذا المسجد الذي يعود تاريخه إلى ما قبل عام  155هـ / 772م، وهو تاريخ مقتل ابو حاتم الملزوزي على يد العباسيين في معركة جندوبة، قد تعرض للتدمير في جريمة منظمة أثارت موجة من الاستياء والاستنكار. تهدف هذه المقالة إلى توثيق هذا الحدث المؤسف، مع تسليط الضوء على الأهمية التاريخية للمسجد والمخاوف المتعلقة بتراث ليبيا الثقافي والديني.

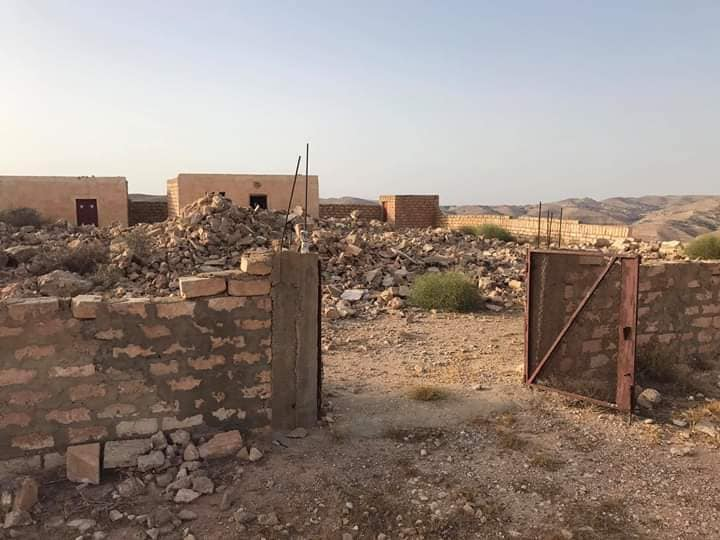
مسجد ابو حاتم الملزوزي بعد ان دمره السلفيون

### ردود الفعل المحلية والدولية
أدانت العديد من الجهات المحلية والدولية تدمير المسجد، معتبرة إياه عملاً يهدف إلى محو الهوية الثقافية والدينية للمنطقة. وقد أصدرت منظمات حقوق الإنسان والجهات المعنية بالتراث بيانات تستنكر فيها هذا الفعل، داعية إلى اتخاذ إجراءات لحماية المواقع الأثرية والدينية في ليبيا. وعلى المستوى الشعبي، نظمت فعاليات احتجاجية ووقفات سلمية للتعبير عن الغضب من هذا التدمير، مع التأكيد على أهمية الحفاظ على التراث الوطني.

### المخاوف على التراث الليبي
يعد تدمير مسجد ابو حاتم الملزوزي جزءاً من سلسلة من حوادث الاعتداء على المواقع الدينية والتاريخية التي شنها السلفيون في ليبيا والتي ترتبط معظمها بتاريخ وتراث الصوفية والإباضية، في ظل حالة عدم الاستقرار الأمني التي تشهدها البلاد. هذه الحوادث تثير مخاوف جدية حول مصير التراث الليبي الغني والمتنوع، والذي يشمل آثاراً رومانية وامازيغية وعثمانية. وتؤكد هذه الواقعة على الحاجة الملحة إلى تضافر الجهود المحلية والدولية لتوفير الحماية اللازمة لهذه المواقع، وتفعيل القوانين التي تجرم التعدي عليها.

### قوانين حماية الأثار
اصدرت اللجنة الشعبة العامة قرار رقم (296) لسنة 2007 بشأن تحديد تبعية بعض المدن والقرى التاريخية لجهاز إدارة المدن التاريخية.
صدر قرار مدير عام جهاز حماية المدن التاريخية رقم (34) لسنة 2019 م بشأن إنشاء السجل الوطني للمعالم والمباني التاريخية بهدف الحصر والحماية، تطبيقا للقانون رقم  (3) لسنة 1995م.
وتم تعميم القرار على عمداء البلديات من قبل معالي وزير الحكم المحلي المفوض بخطاب يحمل رقم ح.م./223 وبتاريخ 9 يناير 2020 .

وفي يوم الأربعاء الموافق 15 يوليو 2020م، عقد اجتماعاً تقابلياً بديوان المجلس بالعاصمة طرابلس ، بين رئيس لجنة الإدارة والحكم المحلي بمجلس النواب الليبي السيد "عبد الوهاب زوليه" ، وكذلك النائب الأول لرئيس المجلس السيد "جلال الشويهدي" مع المجلس البلدي بنغازي ، ومن بين ما تم مناقشته وتحديداً النقطة الرابعة:
"تفعيل القوانين الخاصة لحماية المباني والمقار الأثرية من الاعتداءات وتعمّد تغيير معالم المدينة القديمة” .